# Llista de medallistes olímpics de tobogan

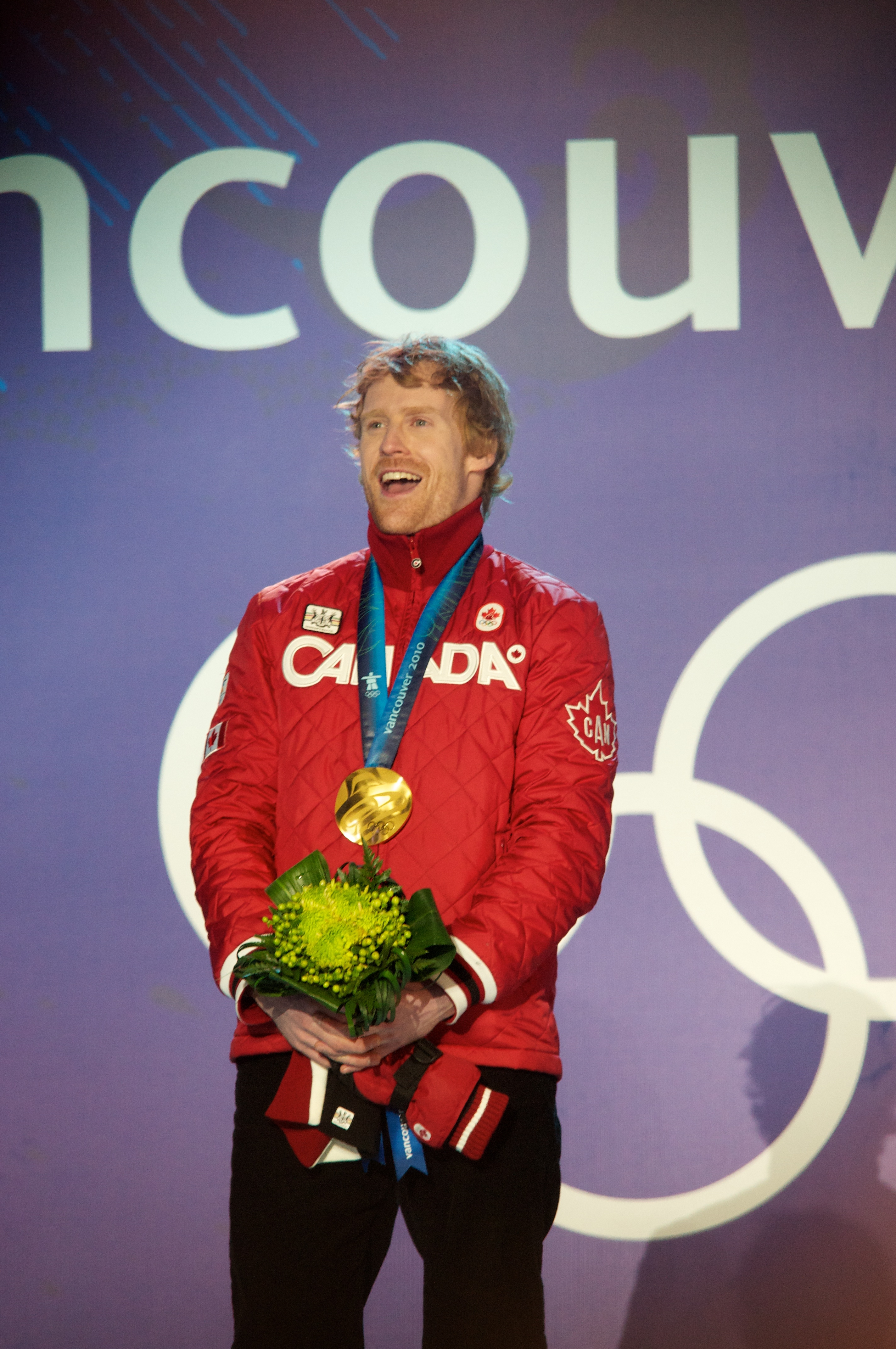
El canadenc Jon Montgomery, guanyador de la medalla d'or en els Jocs Olímpics d'Hivern de 2010 realitzats a Vancouver (Canadà).

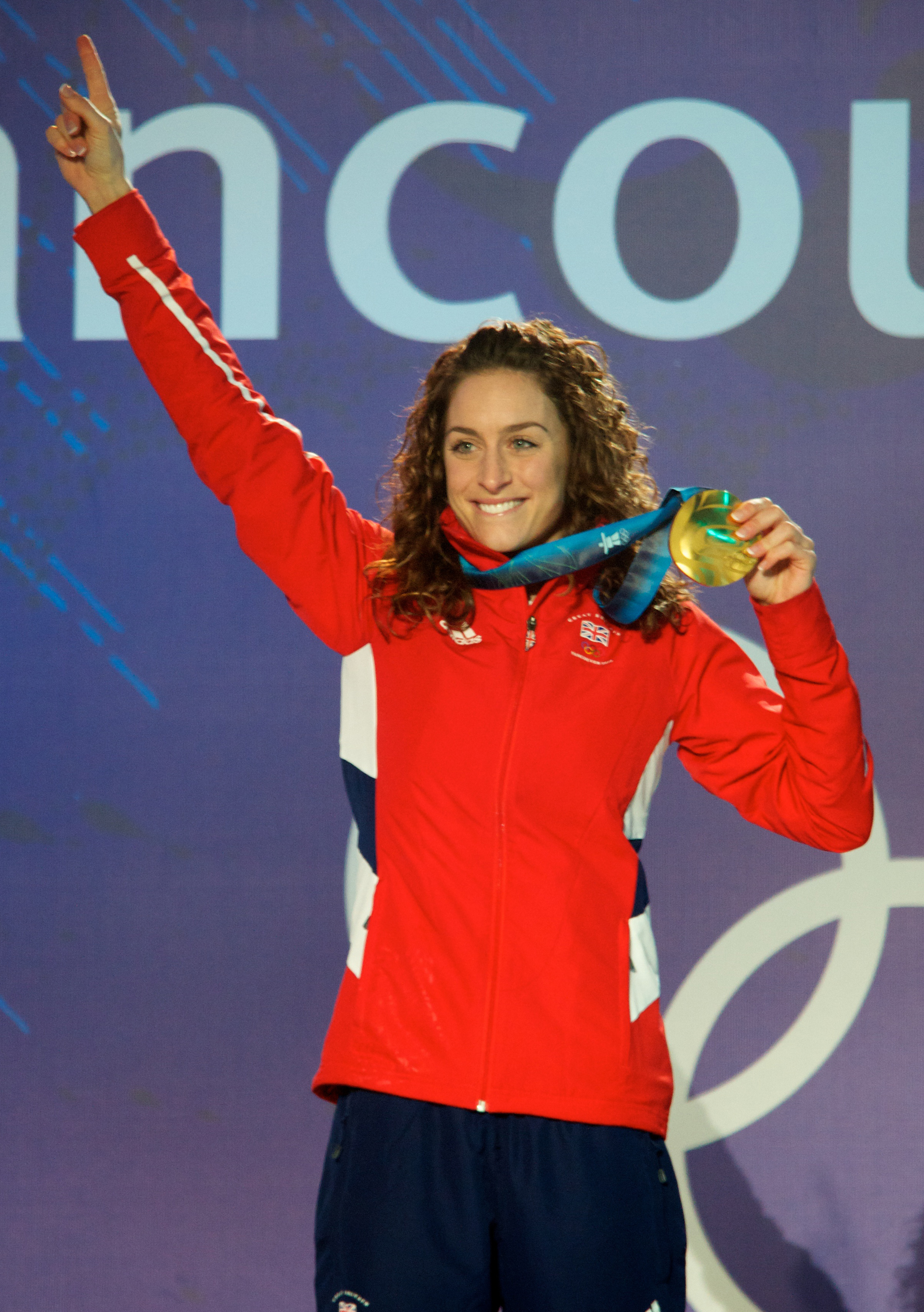
Amy Williams fou la primera britànica des de 198 a guanyar una prova individual en uns Jocs Olímpics d'Hivern, i la primera dona des de 1952.

Aquesta és una llista dels medallistes olímpics de tobogan:

## Medallistes

### Categoria masculina
| Edició                      | Or                                   | Argent                               | Bronze                               |
| St. Moritz 1928             | Jennison Heaton (USA)                | John Heaton (USA)                    | David Carnegie (GBR)                 |
| 1932–1936                   | no fou inclòs en el programa olímpic | no fou inclòs en el programa olímpic | no fou inclòs en el programa olímpic |
| St. Moritz 1948             | Nino Bibbia (ITA)                    | John Heaton (USA)                    | John Crammond (GBR)                  |
| 1952–1998                   | no fou inclòs en el programa olímpic | no fou inclòs en el programa olímpic | no fou inclòs en el programa olímpic |
| Salt Lake City 2002 detalls | Jimmy Shea (USA)                     | Martin Rettl (AUT)                   | Gregor Stähli (SUI)                  |
| Torí 2006 detalls           | Duff Gibson (CAN)                    | Jeff Pain (CAN)                      | Gregor Stähli (SUI)                  |
| Vancouver 2010 detalls      | Jon Montgomery (CAN)                 | Martins Dukurs (LAT)                 | Aleksandr Tretiakov (RUS)            |
| Sotxi 2014 detalls          | Aleksandr Tretiakov (RUS)            | Martins Dukurs (LAT)                 | Matthew Antoine (USA)                |
| Pyeongchang 2018 detalls    | Yun Sung-bin (KOR)                   | Nikita Tregubov (OAR)                | Dominic Parsons (GBR)                |
| Pequín 2022 detalls         | Christopher Grotheer (GER)           | Axel Jungk (GER)                     | Yan Wengang (CHN)                    |

### Categoria femenina
| Edició                      | Or                  | Argent                   | Bronze                      |
| Salt Lake City 2002 detalls | Tristan Gale (USA)  | Lea Ann Parsley (USA)    | Alex Coomber (GBR)          |
| Torí 2006 detalls           | Maya Pedersen (SUI) | Shelley Rudman (GBR)     | Mellisa Hollingsworth (CAN) |
| Vancouver 2010 detalls      | Amy Williams (GBR)  | Kerstin Szymkowiak (GER) | Anja Huber (GER)            |
| Sotxi 2014 detalls          | Lizzy Yarnold (GBR) | Noelle Pikus-Pace (USA)  | Elena Nikitina (RUS)        |
| Pyeongchang 2018 detalls    | Lizzy Yarnold (GBR) | Jacqueline Lölling (GER) | Laura Deas (GBR)            |
| Pequín 2022 detalls         | Hannah Neise (GER)  | Jaclyn Narracott (AUS)   | Kimberley Bos (NED)         |